# Ди Франческо, Эусебио
Эусебио Ди Франческо (итал. Eusebio Di Francesco; род. 8 сентября 1969 или 1968, Пескара, Абруцци) — итальянский футболист и тренер.

## Карьера игрока

### Клубная
Начал игровую карьеру в клубе «Эмполи». Первый матч провёл 31 января 1988 года в рамках 17-го тура чемпионата Италии против «Ювентуса». «Эмполи» проиграл со счётом 0:4. В следующем сезоне играл за команду в Серии B (2-й дивизион Италии). После этого в течение двух сезонов выступал в Серии C1 (3-й дивизион Италии).
С 1991 по 1995 год играл в Серии B за «Луккезе».
С 1995 по 1997 год играл в Серии A за «Пьяченцу». После этого перешёл в «Рому».
За «Рому» выступал четыре сезона, проведя на поле более ста матчей. В сезоне 2000/01 стал чемпионом Италии. Ди Франческо принял участие лишь в пяти матчах чемпионата.
Вернулся в «Пьяченцу» и отыграл там два сезона. Потом провёл один сезон в «Анконе» и ещё два — в «Перудже».

### В сборной
Дебютировал в сборной Италии 5 сентября 1998 года в матче против сборной Уэльса в рамках квалификации к Чемпионату Европы 2000. Итальянцы победили со счётом 2:0.
Всего за итальянскую сборную провёл 12 матчей.

## Карьера тренера
Начал карьеру в качестве главного тренера клуба «Виртус Ланчано». Работал с этой командой в сезоне 2008/09 в Серии C1.
По ходу сезона 2009/10 стад главным тренером «Пескары», выступающей в Серии C1. Занял с командой 2-е место, дающее право играть в плей-офф за выход в следующий дивизион. В плей-офф прошли «Реджану» и «Верону». «Пескара» добилась повышения в классе. В сезоне 2010/11 занял с командой 13-е место в Серии B.
Летом 2011 года возглавил «Лечче», выступающий в Серии A. Первый опыт работы в высшем дивизионе получился неудачным. После 13-ти туров команда шла на последнем, 20-м, месте. В итоге, 4 декабря 2011 года Ди Франческо покинул свой пост.

### «Сассуоло»
В 2012 году стал главным тренером «Сассуоло», выступающего в Серии B. В первый же сезон выиграл с командой чемпионат и напрямую вышел в Серию A. Сам Эусебио получил приз «Серебряная скамья», вручаемый лучшему тренеру сезона в Серии B. 28 января 2014 года был уволен. На тот момент команда находилась в зоне вылета (после 21-го тура). 3 марта того же года вернулся на пост главного тренера. Команда сохранила прописку в элите итальянского футбола, заняв в чемпионате 17-е место. В сезоне 2014/15 Эусебио занял с командой 12-е место в чемпионате, набрав 49 очков. В сезоне 2015/16 клуб занял 6-е место, набрав 61 очко. В сезоне 2016/17 заняли 12-е место, набрав 46 очков. 13 июня 2017 года расторг контракт с «Сассуоло» по обоюдному согласию.

### «Рома»
13 июня 2017 года Ди Франческо подписал двухлетний контракт с «Ромой». Уже в первом сезоне под его руководством, римляне добились лучшего результата в Европе за последние 34 года, сенсационно дойдя до полуфинала Лиги чемпионов. В четвертьфинале турнира «Рома» сумела пройти одного из фаворитов турнира «Барселону», отыгравшись со счётом 3:0 после поражения 1:4 в первом матче. В полуфинале турнира «Рома» минимально уступила «Ливерпулю» с общим счётом 6:7, сумев после поражения 2:5 обыграть «мерсисайдцев» в ответном матче 4:2. По окончании сезона 2017/18 «Рома» заняла третье место в чемпионате, набрав 77 очков, пропустив впереди себя «Ювентус» и «Наполи». В июне 2018 года продлил контракт с клубом до лета 2020 года. 7 марта 2019 года после поражения в 1/8 финала Лиги чемпионов от «Порту» отправлен в отставку.

### «Сампдория»
22 июня 2019 года назначен главным тренером «Сампдории». Контракт подписан до 30 июня 2022 года. 7 октября 2019 года был уволен. После 7-го тура клуб шёл на последнем, 20-м, месте.

### «Кальяри»
3 августа 2020 года возглавил «Кальяри» и подписал контракт до лета 2022 года. 24 января 2021 года продлил контракт с клубом на год, однако уже 22 февраля был уволен. Безвыигрышная серия команды на тот момент составляла 16 матчей и длилась с ноября, а клуб на момент отставки тренера находился в зоне вылета.

### «Эллас Верона»
7 июня 2021 года Ди Франческо был назначен главным тренером «Эллас Вероны». Контракт подписан до 30 июня 2023 года. Но уже спустя три месяца, 14 сентября 2021 года, руководство «Эллас Вероны» отправило его в отставку.

## Достижения
В качестве игрока
«Рома»
- Чемпион Италии: 2000/01

В качестве тренера
Командные
«Сассуоло»
- Чемпион Италии (Серия B): 2012/13

Личные
- «Серебряная скамья» (лучший тренер сезона в Серии B): 2012/13

## Семья
Сын Федерико (род. 1994), профессиональный футболист.

## Статистика

### Выступления за сборную
| Матчи Ди Франческо за сборную Италии | Матчи Ди Франческо за сборную Италии | Матчи Ди Франческо за сборную Италии | Матчи Ди Франческо за сборную Италии | Матчи Ди Франческо за сборную Италии | Матчи Ди Франческо за сборную Италии | Матчи Ди Франческо за сборную Италии |
| ------------------------------------ | ------------------------------------ | ------------------------------------ | ------------------------------------ | ------------------------------------ | ------------------------------------ | ------------------------------------ |
| №                                    | Дата                                 | Оппонент                             | Счёт                                 | Голы                                 | Соревнование                         |                                      |
| 1                                    | 5 сентября 1998                      | Уэльс                                | 2:0                                  | —                                    | Отборочные матчи ЧЕ-2000             |                                      |
| 2                                    | 10 октября 1998                      | Швейцария                            | 2:0                                  | —                                    | Отборочные матчи ЧЕ-2000             |                                      |
| 3                                    | 18 ноября 1998                       | Испания                              | 2:2                                  | —                                    | Товарищеский матч                    |                                      |
| 4                                    | 10 февраля 1999                      | Норвегия                             | 0:0                                  | —                                    | Товарищеский матч                    |                                      |
| 5                                    | 27 марта 1999                        | Дания                                | 2:1                                  | —                                    | Отборочные матчи ЧЕ-2000             |                                      |
| 6                                    | 31 марта 1999                        | Беларусь                             | 1:1                                  | —                                    | Отборочные матчи ЧЕ-2000             |                                      |
| 7                                    | 28 апреля 1999                       | Хорватия                             | 0:0                                  | —                                    | Товарищеский матч                    |                                      |
| 8                                    | 5 июня 1999                          | Уэльс                                | 4:0                                  | —                                    | Отборочные матчи ЧЕ-2000             |                                      |
| 9                                    | 9 июня 1999                          | Швейцария                            | 0:0                                  | —                                    | Отборочные матчи ЧЕ-2000             |                                      |
| 10                                   | 8 сентября 1999                      | Дания                                | 2:3                                  | —                                    | Отборочные матчи ЧЕ-2000             |                                      |
| 11                                   | 23 февраля 2000                      | Швеция                               | 1:0                                  | —                                    | Товарищеский матч                    |                                      |
| 12                                   | 26 апреля 2000                       | Португалия                           | 2:0                                  | —                                    | Товарищеский матч                    |                                      |

Итого: 12 игр / 0 голов; 6 побед, 5 ничьих, 1 поражение.

### Тренерская статистика
| Пескара      | 12 января 2010 | 22 июня 2011     | 61  | 23  | 17  | 21  | 037,70 |
| Лечче        | 24 июня 2011   | 4 декабря 2011   | 14  | 2   | 2   | 10  | 014,29 |
| Сассуоло     | 19 июня 2012   | 28 января 2014   | 67  | 31  | 15  | 21  | 046,27 |
| Сассуоло     | 3 марта 2014   | 13 июня 2017     | 142 | 52  | 39  | 51  | 036,62 |
| Рома         | 13 июня 2017   | 7 марта 2019     | 87  | 46  | 18  | 23  | 052,87 |
| Сампдория    | 22 июня 2019   | 7 октября 2019   | 8   | 2   | 0   | 6   | 025,00 |
| Кальяри      | 3 августа 2020 | 22 февраля 2021  | 26  | 5   | 6   | 15  | 019,23 |
| Эллас Верона | 7 июня 2021    | 14 сентября 2021 | 4   | 1   | 0   | 3   | 025,00 |
| Фрозиноне    | 1 июля 2023    | 16 июня 2024     | 41  | 10  | 11  | 20  | 024,39 |
| Венеция      | 26 июня 2024   | 26 июня 2025     | 39  | 5   | 14  | 20  | 012,82 |
| Лечче        | 26 июня 2025   |                  | 1   | 1   | 0   | 0   | 100,00 |
| Итого        | Итого          | Итого            | 512 | 186 | 128 | 198 | 036,33 |

Статистика по состоянии на 15 августа 2025 года